# Josef Peksa (1919)
Josef Peksa (14. února 1919, Bolešiny – 22. prosince 1993, Senohraby) byl český římskokatolický kněz. Od roku 1948 žil v Austrálii, kde se stal výraznou postavou československého exilu.

## Život
Základní školu navštěvoval nejprve v rodných Bolešinech na Klatovsku, od druhého stupně pak v Klatovech. Tam také pokračoval ve studiu na gymnáziu.
Toužil stát se pilotem, ale nedostal potřebné lékařské osvědčení. Studoval tedy v kněžském semináři v Českých Budějovicích, kde také byl v roce 1943 vysvěcen na kněze. Nejdřív působil ve Velharticích, kde zorganizoval opravu kostela svaté Maří Magdalény. Poté sloužil v Sušici a od září 1947 v Železné Rudě.
Po únoru 1948 se angažoval v protikomunistické činnosti, pomáhal převádět lidi přes státní hranice. Vzhledem k tomu, že mu hrozilo zatčení, 17. října téhož roku odešel z Československa. Nejprve se dostal do uprchlického tábora Murnau v Německu, později do tábora Banoli v Itálii. Tam zůstal až do začátku roku 1951, poté po měsíční plavbě na nákladní lodi dorazil do Austrálie. Nedaleko Melbourne koupil desetihektarový pozemek, kde vybudoval statek nazvaný Šumava s křížovou cestou nebo „Čertovým jezerem“. Kromě církevních obřadů sem členové české komunity docházeli kvůli krajanským setkáním, kroužkům pro děti, mikulášským besídkám nebo sportovním utkáním.
Na jeho rodném domě v Bolešinech mu byla v roce 2014 odhalena pamětní deska.